# Figyelő (hetilap, 1871–1876)
A Figyelő mint „irodalmi és szépművészeti lap” 1871. január 1-től 1876. június végéig jelent meg. Szerkesztette 1871-től 1875-ig Szana Tamás (1876-ban Ábrányi Emil), kiadta Abafi (Aigner) Lajos Budapesten. Hetenként, negyedrét alakban, másfél íven jelent meg.